# Ровербела
Ровербѐла (на италиански: Roverbella, на местен диалект: Roarbela, Роарбела) е градче и община в Северна Италия, провинция Мантуа, регион Ломбардия. Разположено е на 47 m надморска височина. Населението на общината е 8691 души (към 2014 г.).